# Bisotun
Bisotun (perski: بيستون) – miasto w Iranie, w ostanie Kermanszah. W 2006 roku miasto liczyło 2075 mieszkańców w 527 rodzinach.
W pobliżu znajduje się Inskrypcja z Behistun.